# Carballo
Carballo je město v severozápadním Španělsku, kde žije přibližně 32 tisíc obyvatel. Je sídlem stejnojmenné obce v comarce Bergantiños v provincii A Coruña v autonomním společenství Galicie.
Název města znamená dub a odkazuje na okolní husté lesy, dub je také vyobrazen v městském znaku. Obec Carballo vznikla v roce 1836 a tvoří ji osmnáct farností. 
Carballo leží 40 km jihozápadně od města A Coruña a protéká jím řeka Anllóns, která se 5 km severně od města vlévá do Atlantiku. Nedaleko města se nachází hora Monte Neme, známá archeologickými nálezy z doby kamenné i těžbou wolframu, která poznamenala místní životní prostředí. Mořské pobřeží Costa da Morte s turisticky atraktivní pláží Praia de Razo. Již od antiky jsou známy zdejší léčivé prameny s obsahem síry.
Největším průmyslovým podnikem je továrna na rybí konzervy Grupo Calvo, založená v roce 1940. Významný je také dřevozpracující průmysl.
Město má modernistickou radnici podle projektu Julia Galána, významnou sakrální památkou je kostel na předměstí Rus. V místním kulturním domě se od roku 1992 koná říjnový mezinárodní divadelní festival. V Carballu se rovněž nachází muzeum.
Sídlí zde fotbalový klub Bergantiños FC.